# Mancera de Abajo
Mancera de Abajo település Spanyolországban, Salamanca tartományban.  Lakosainak száma 197 fő (2024).

## Népesség
A település népessége az elmúlt években az alábbi módon változott:
| Lakosok száma | 358  | 324  | 282  | 263  | 241  | 227  | 231  | 202  | 210  | 197  |
|               | 2001 | 2004 | 2007 | 2009 | 2012 | 2014 | 2017 | 2019 | 2022 | 2024 |